# موشکی
تپه موشکی در دشت مرودشت فارس در نزدیکی تخت جمشید قرار دارد. اولین مرحله دوران نوسنگی فارس می‌باشد.
اولین بار توسط لوئی واندنبرگ کاوش گردید. سفال‌های آن قرمز و دست‌ساز است. به عقیده بسیاری از باستان‌شناسان قدیمی تر از فرهنگ تپه جری الف و ب است.